# Dornap
Dornap ist ein Stadtteil von Wuppertal. Zusammen mit Schöller, Hahnenfurth, Wieden und der Düsseler Höhe sowie einigen Gehöften bildet er das Quartier Schöller-Dornap im Stadtbezirk Vohwinkel. Er liegt im Westen der Stadt und grenzt im Norden an den Wülfrather Ortsteil Düssel.
Bekannt ist Dornap durch den Kalkabbau. Bis zum Zusammenschluss von Rheinisch-Westfälischen Kalkwerke und RKW zu Rheinkalk wurde auf den LKW von RWK mit „RWK – Kalk aus Dornap“ geworben. Auch die Hauptverwaltung der RWK lag in Dornap.

## Geschichte

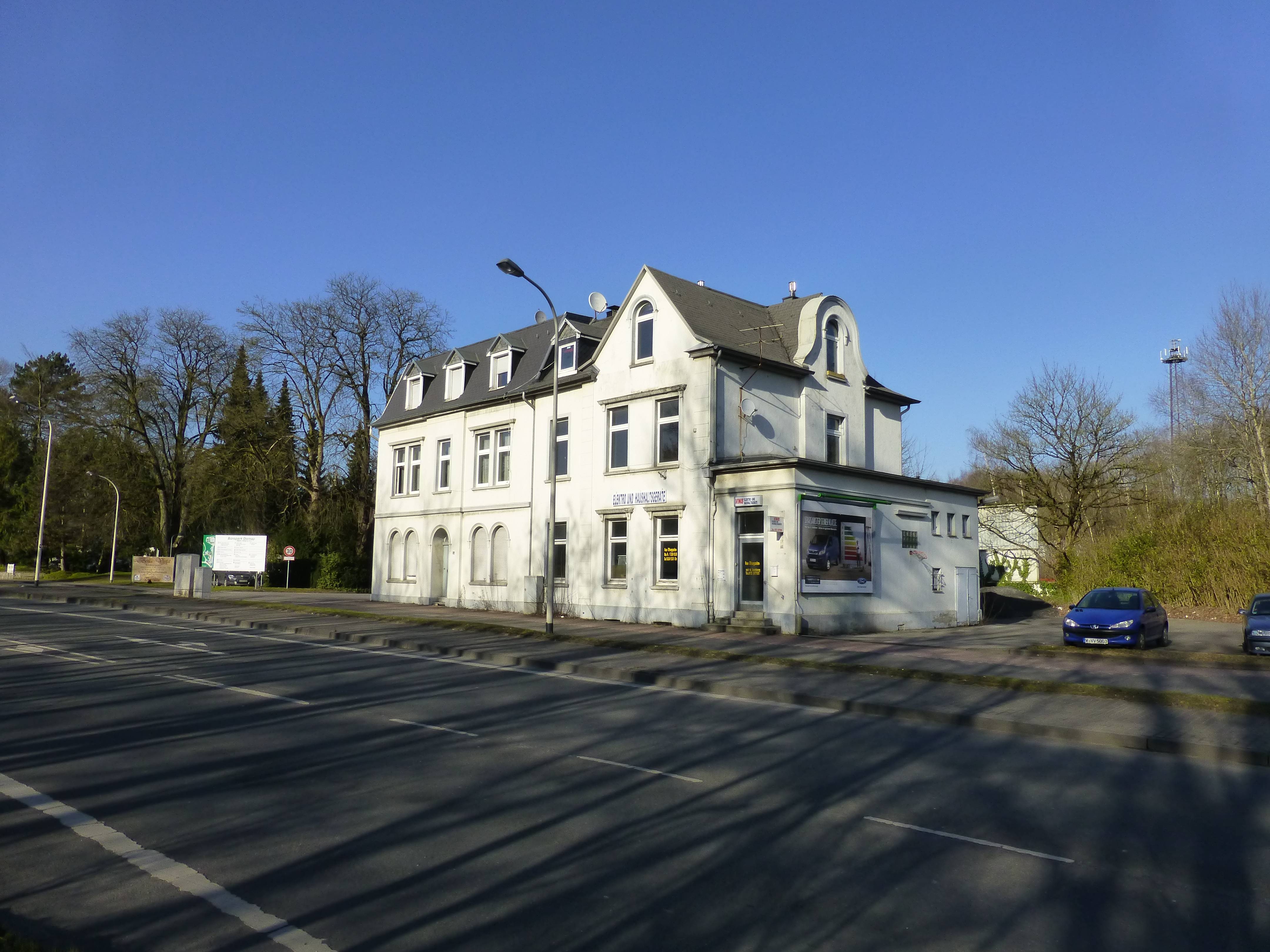
Ehemaliges Postamt von Dornap, inzwischen abgerissen. Rechts daneben befand sich das Bahnhofsgebäude

Das heutige Dornap geht aus einem Wohnplatz vor, der bereits im 19. Jahrhundert wüst gefallen ist und rund 400 Meter südsüdwestlich des Bahnhofs Dornap lag (51° 14′ 57,5″ N, 7° 3′ 31,1″ O). Dieser Wohnplatz ist auf der Topographischen Aufnahme der Rheinlande von 1824 als Dornab und auf der Preußischen Uraufnahme von 1843 als Dornap beschriftet eingezeichnet. Im 19. Jahrhundert war Dornap ein Wohnplatz in der Landgemeinde Schöller der Bürgermeisterei Haan (ab 1894 Bürgermeisterei Gruiten) die aus der bergischen Herrschaft Schöller hervorging.
Der Bereich um den Bahnhof Dornap erscheint 1867 auf der Übersichtskarte der Bürgermeisterei Wülfrath als Station Dornap.
Durch den Ort wurde zu Beginn des 19. Jahrhunderts die Provinzialstraße zwischen Elberfeld und Düsseldorf gebaut, die 1934 als Reichsstraße 7 qualifiziert und später in Bundesstraße 7 umbenannt wurde.  1888 besaß der Ort laut dem Gemeindelexikon für die Provinz Rheinland ein Wohnhaus mit 15 Einwohnern.
Ende des 19. Jahrhunderts begann der industrielle Abbau des devonischen Massenkalks im Bereich Dornap/Hahnenfurth, dem der alte Wohnplatz Dornap schließlich zum Opfer fiel. Der Name ging auf den Bereich um den Bahnhof östlich des ursprünglichen Wohnplatzes über. Südlich von Dornap wurde zudem die Siedlung Neu-Dornap gegründet. Bis zum Inkrafttreten der nordrhein-westfälischen Gebietsreform am 1. Januar 1975 gehörte Dornap zur Stadt Wülfrath, wurde dann aber Wuppertal angegliedert. Dennoch ist die ehemalige Zugehörigkeit zu Wülfrath noch gegenwärtig, denn Dornap hat immer noch die Wülfrather Telefonvorwahl.

## Freizeit und Sport

### Sportstätten
In Dornap selbst gibt es keinen Sportplatz, der TSV Einigkeit Dornap ist auf dem Sportplatz in Düssel zu Hause. Dieser Platz liegt in Wülfrath, wurde jedoch immer schon vom TSV Einigkeit Dornap bespielt. Vor einiger Zeit wurde der Sportplatz erweitert und verfügt nun über einen Rasenplatz für die Fußballjugend. Daneben existiert in einem Büropark eine Sporthalle, die vom SC Nippon e. V. betrieben wird. Angeboten werden Jiu Jitsu, Karate, Kara-T-robic, Qi-Gong und gesundheitlich orientierte Sportangebote.

## Wirtschaft und Infrastruktur

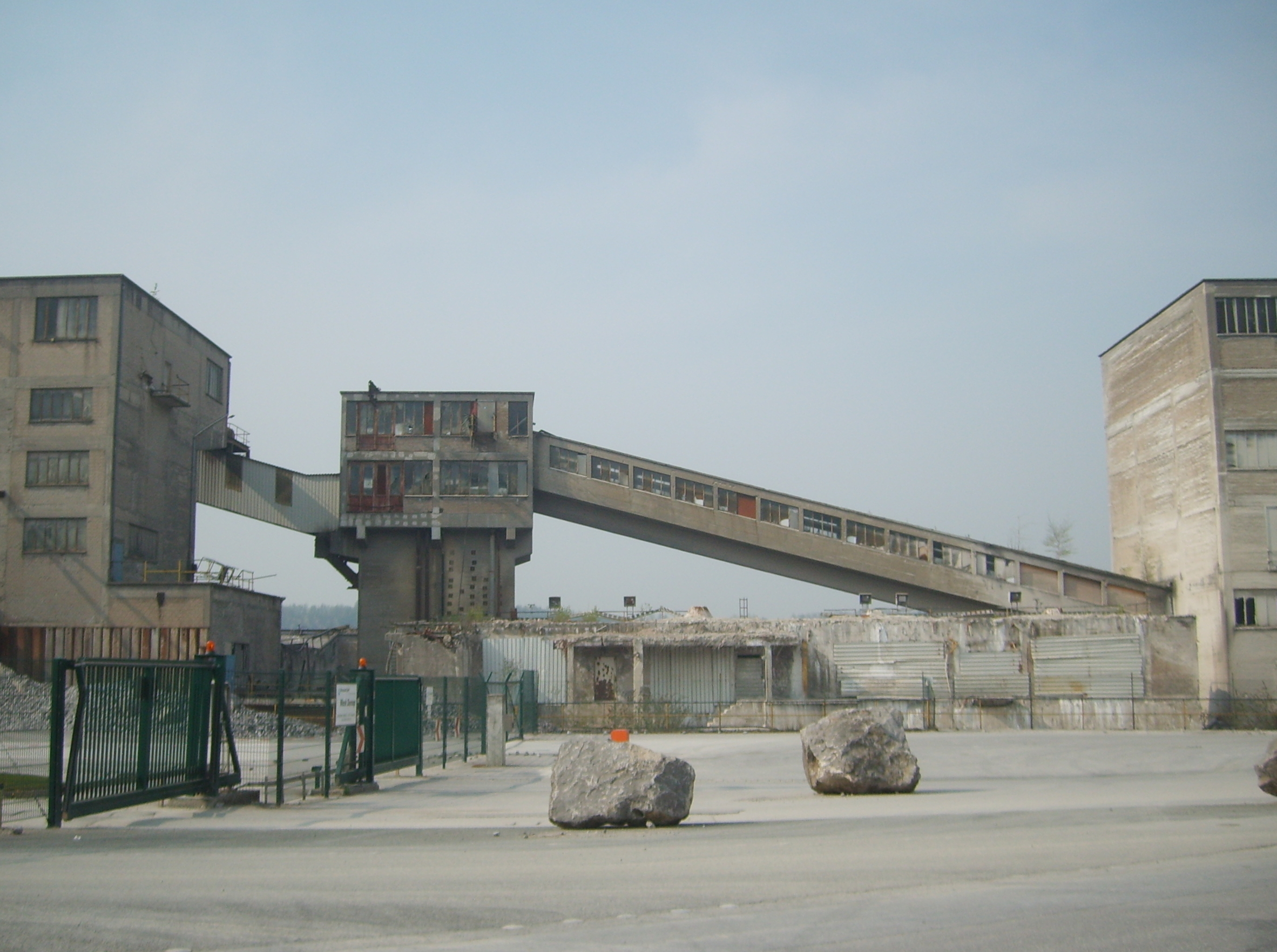
Ehemaliges Kalkwerk in Dornap, 2013 abgerissen

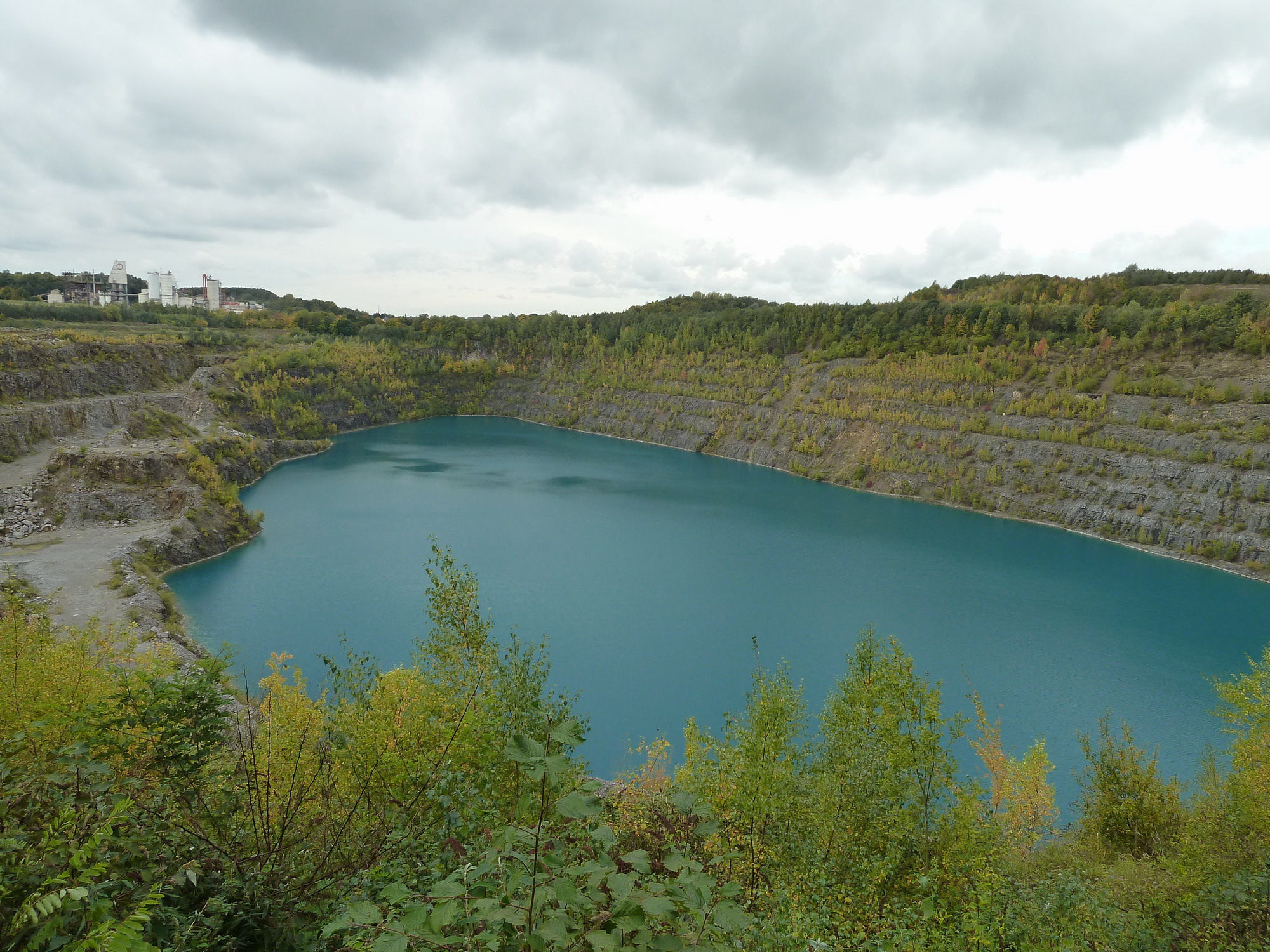
Die Grube Hahnenfurth in Dornap

Dornap wird seit jeher vom Kalkabbau geprägt. Schon seit dem Mittelalter wird hier im Tagebau Kalkstein gewonnen. Doch der eigentliche Aufschwung der Kalkindustrie kam im 19. Jahrhundert. Dieser Aufschwung prägt Dornap heute noch. Die großen Steinbrüche haben sich in die Landschaft gefressen, riesige Abraumhalden wirken wie bewaldete Berge. Auch ragen in Hahnenfurth die Türme der Hochöfen hoch aus der sonst friedlich wirkenden Waldlandschaft. Der gesamte Bereich wird tagtäglich von Sprengarbeiten erschüttert, die nötig sind, um den Stein aus dem Fels zu lösen. Früher wurde der Kalk hauptsächlich für die Stahl- und Kohleindustrie des Ruhrgebiets gebraucht, heute geht der Hauptteil in den Straßenbau und in die chemische Industrie.
Durch den Kalkabbau musste vor allem der Ortskern Dornaps leiden, so dass dieser inzwischen völlig verschwunden ist. Ein Zentrum im eigentlichen Sinne gibt es nicht, dennoch hatten sich entlang der Düsseldorfer Straße und Ladestraße mittelständische Geschäfte und Betriebe angesiedelt. Die Tankstelle, die seit den 1920er Jahren in Dornap steht, war die erste Shell-Tankstelle im Kreis Düsseldorf-Mettmann.

### Ansässige Unternehmen

#### Industrie
- Kalkwerke H. Oetelshofen GmbH & Co
- Rheinkalk GmbH Werk Dornap
- Menksche Betonsteinwerke
- Wichelhaus – Heizöl und Diesel

### Straßenverkehr

#### Bundesautobahnen
- A 535 – von Sonnborn nach Velbert mit Anschluss an die A 46 und die A 44.

#### Bundesstraßen
- B 224: Von Solingen nach Dornap
- B 7: Von Düsseldorf nach Wuppertal-Elberfeld

#### Landesstraßen
- Landesstraße 74: Von Solingen nach Wülfrath
- Landesstraße 422: Von Dornap nach Wülfrath

#### Öffentlicher Personennahverkehr
- S-Bahn S 9: Von Wuppertal über Essen nach Bottrop/Haltern am See
- Schnellbus SB 68: Von Mettmann nach Wuppertal
- Linie 601: Von Wuppertal Hbf nach Wieden/Wülfrath Mitte
- Linie 621: Von Vohwinkel nach Wülfrath-Aprath Bf
- Linie 641: Von Gruiten/Vohwinkel nach Wülfrath Mitte
- Linie 745: Von Mettmann nach Wieden/Vohwinkel
- Nachtexpress 2: Von Eckbusch nach Wuppertal Hbf

### Eisenbahn
Auf dem Gebiet von Dornap gab es zwei Bahnhöfe:
- den ehemaligen Bahnhof Dornap an der Bahnstrecke Wuppertal-Vohwinkel–Essen-Überruhr (die Stammstrecke der ehemaligen Prinz-Wilhelm-Eisenbahn-Gesellschaft)
- den ehemaligen Bahnhof Dornap-Hahnenfurth an der heute zum Teil stillgelegten Bahnstrecke Düsseldorf-Derendorf–Dortmund Süd (so genannte „Wuppertaler Nordbahn“ der Rheinischen Eisenbahn-Gesellschaft)

Durch die Kalkindustrie kam es bereits 1847 zur Erschließung durch die Eisenbahn mit der Eröffnung der Bahnhöfe Dornap (1971 stillgelegt) und Aprath (1965 stillgelegt). Der ehemalige Bahnhof Aprath wurde 2003 als Haltepunkt Wülfrath-Aprath im Zuge der Einrichtung der S-Bahn-Linie S 9 neu errichtet (KBS 450.9).
1879 folgte der Bahnhof Dornap RhE (seit der Verstaatlichung Dornap-Hahnenfurth). Dieser Bahnhof ist seit 1991 für den Personenverkehr stillgelegt, die Anschlussstelle Rheinkalk-Werk Dornap markiert heute das östliche Ende des westlichen Streckenteils der „Wuppertaler Nordbahn“. Die von der Regiobahn GmbH betriebene S-Bahn-Linie S 28 (KBS 450.28) wird seit dem 13. Dezember 2020 wird über eine kurze Neubaustrecke bis Wuppertal Hbf weitergeführt. An dieser wurde ein neuer Haltepunkt „Hahnenfurth/Düssel“ eingerichtet. Am Abzweig Dornap erfolgt die Einmündung in die Prinz-Wilhelm-Eisenbahn nach Vohwinkel und Wülfrath.